# گمینا ژلونکی
گمینا ژلونکی (به لهستانی:  Gmina Zielonki) یک گمینا در لهستان است که در شهرستان کراکوف واقع شده‌است. گمینا ژلونکی ۴۸٫۴ کیلومتر مربع مساحت و ۱۵٬۷۴۰ نفر جمعیت دارد.